# 53e régiment d'infanterie coloniale
Le 53e régiment d'infanterie coloniale est une unité de l'armée française créée en 1915, dissout en 1919, recréé en 1940 et dissout à nouveau en 1966.

## Historique

### Première Guerre mondiale
Le régiment fut créé pendant la Première Guerre mondiale. Ce fut d'abord le 3e régiment mixte colonial de marche puis le 53e régiment d'infanterie coloniale.

#### 1915
25 septembre-6 octobre : seconde bataille de Champagne

#### 1916
Le régiment prend position sur le front de la Somme et de l'Oise de février à décembre 1916. Il prit part à la Bataille de la Somme dans les secteurs de Barleux, Chuignolles, Belloy-en-Santerre notamment

#### 1917
En janvier 1917, le régiment prend position sur le front de l'Aisne et participa à la Bataille du Chemin des Dames notamment à la ferme d'Hurtebise. En mai, il rejoint la Champagne puis la région de Baccarat. En septembre il gagne le front de la Meuse dans le secteur de Saint-Mihiel. Le 16 novembre il prend son cantonnement dans la forêt d'Apremont.

#### 1918

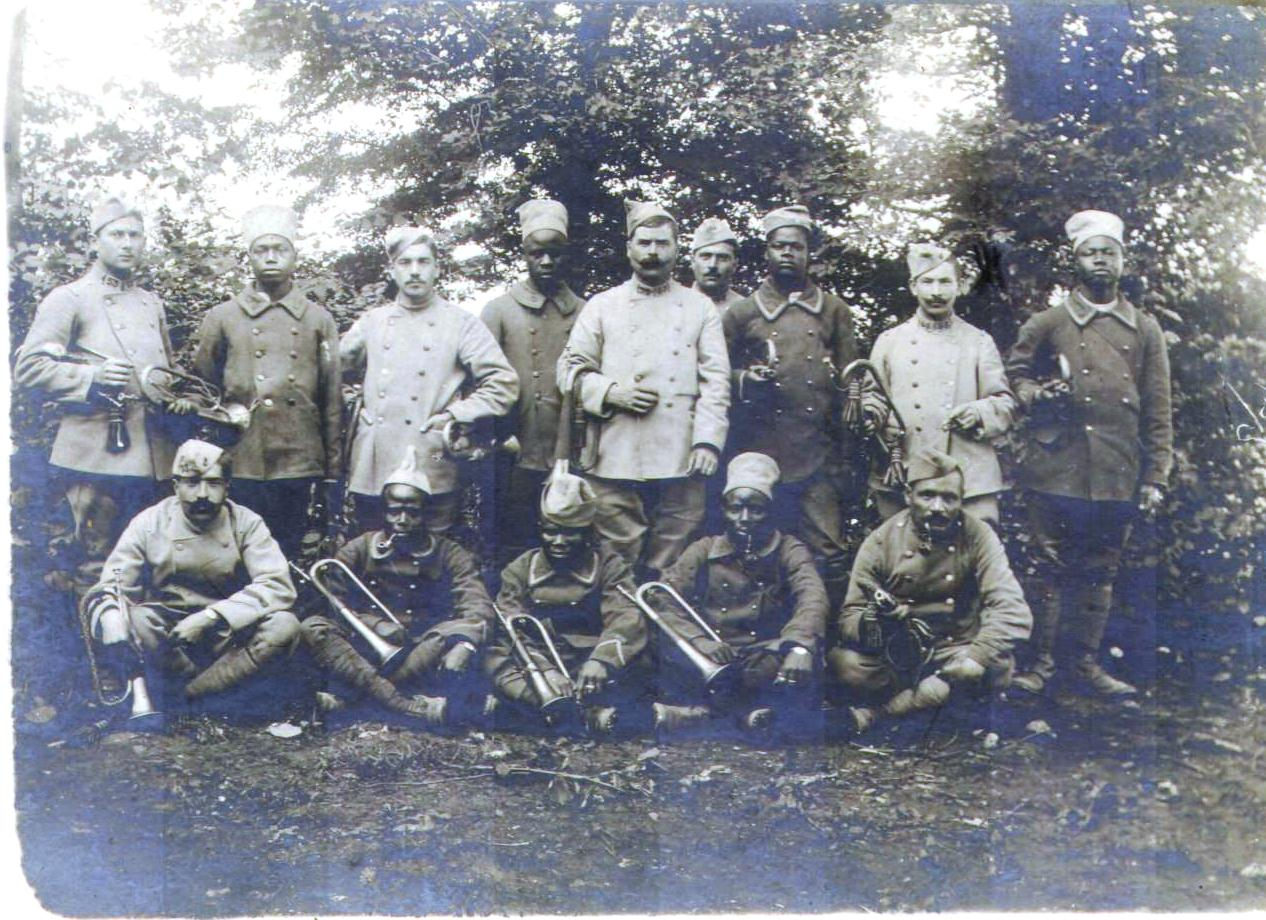
Clairons du 53e RIC pendant 1918

De la Forêt d'Apremont, il subit l'offensive allemande du 28 mars 1918 puis gagne le secteur de Château-Thierry d'où il participe à la défense de la ville et à la Seconde bataille de la Marne. Il gagne ensuite le secteur de Verdun jusqu'à la fin du conflit.

### Entre-deux-guerres
Après la fin de la guerre, le régiment prit position en Rhénanie. Le 28 février 1919, le régiment est dissout. Il n'existe donc plus durant l'entre-deux-guerres.

### Seconde Guerre mondiale

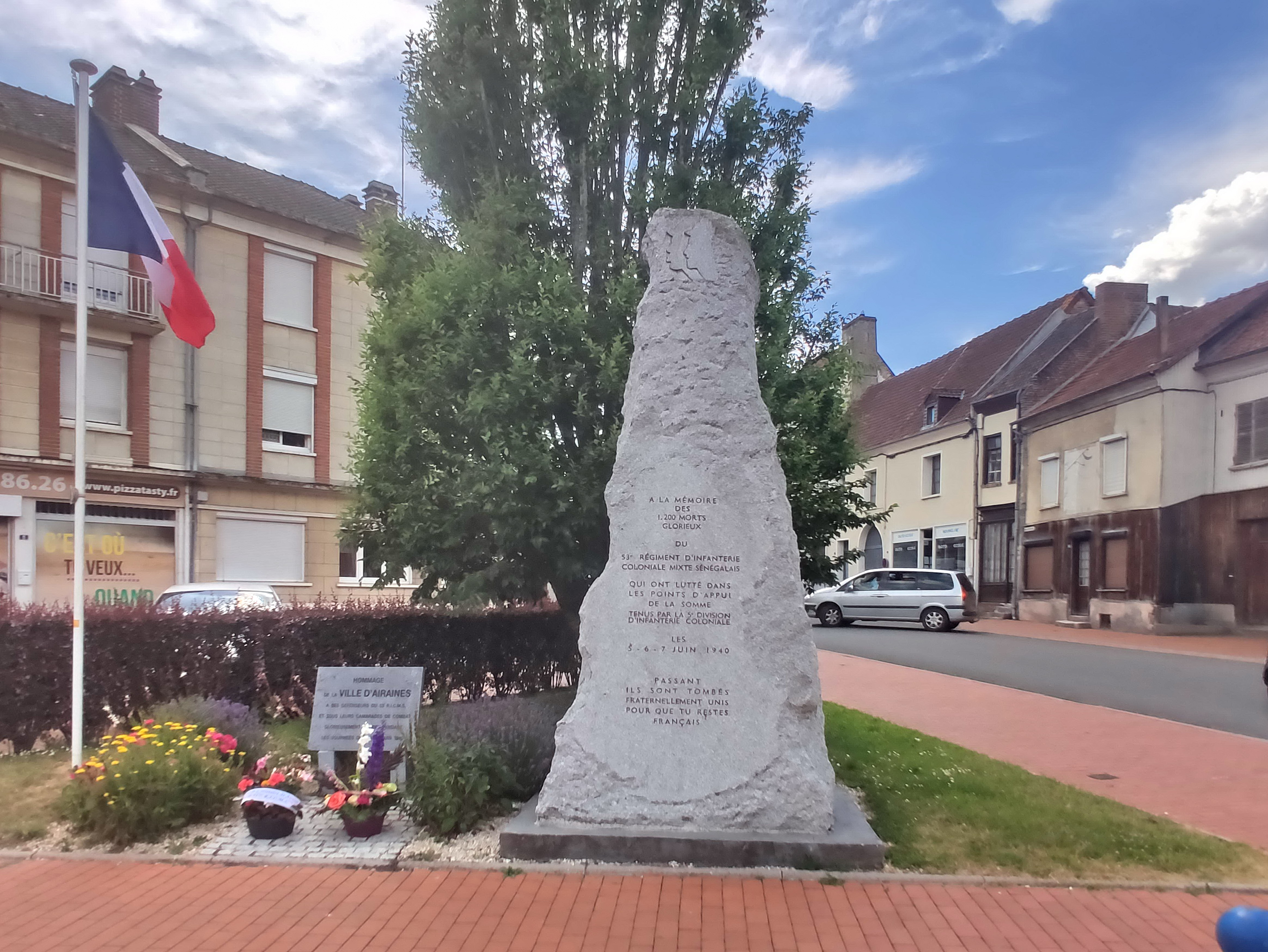
Monument devant la mairie d'Airaines :
« À la mémoire des 1200 morts glorieux du qui ont lutté dans les points d'appui de la Somme tenus par la 5e division d'infanterie coloniale les 5-6-7 juin 1940
Passant, ils sont tombés fraternellement unis pour que tu restes français ».

En 1940, le régiment fut recréé sous le nom de 53e régiment d'infanterie coloniale mixte sénégalais. Le 53e régiment d'infanterie coloniale participa à la Campagne de France sur le front de la Somme notamment dans les combats d'Airaines. Les 5, 6 et 7 juin 1940, la 7e compagnie du 53e RICMS commandée par le capitaine Charles N'Tchoréré protégea la retraite du régiment vers l'ouest au prix de très durs combats, les Allemands devant reprendre la position au lance-flamme et au panzer. 
Le 7 juin 1940, ayant épuisé toutes les munitions, le capitaine N’Tchoréré se résigna à se rendre pour épargner la vie des 15 hommes valides de la compagnie.
Les Allemands du 25e régiment d’infanterie, trièrent alors leurs prisonniers selon la couleur de leur peau : N’Tchoréré fut regroupé avec une dizaine d’Africains, tous hommes du rang. Faisant valoir la convention de Genève de 1929 et sa qualité d'officier, qui interdisait de le séparer des autres officiers prisonniers, il refusa de se plier à la ségrégation, N’Tchoréré, malgré les protestations courageuses de ses frères d’armes européens et africains, fut abattu sur place d’une balle dans la nuque. Son corps fut écrasé sous les chenilles d’un char.

Hommages au Capitaine N'Tchoréré à Airaines
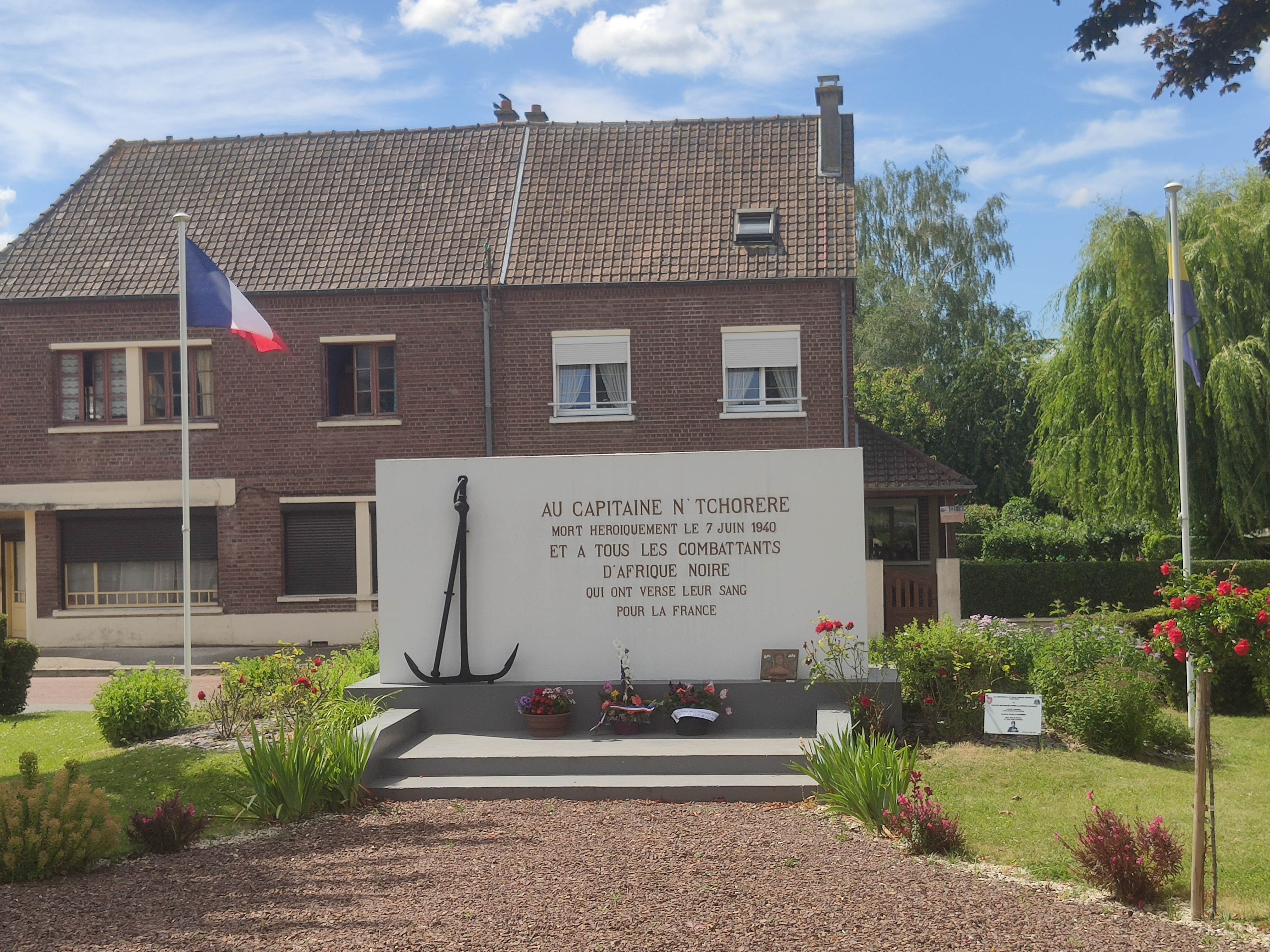
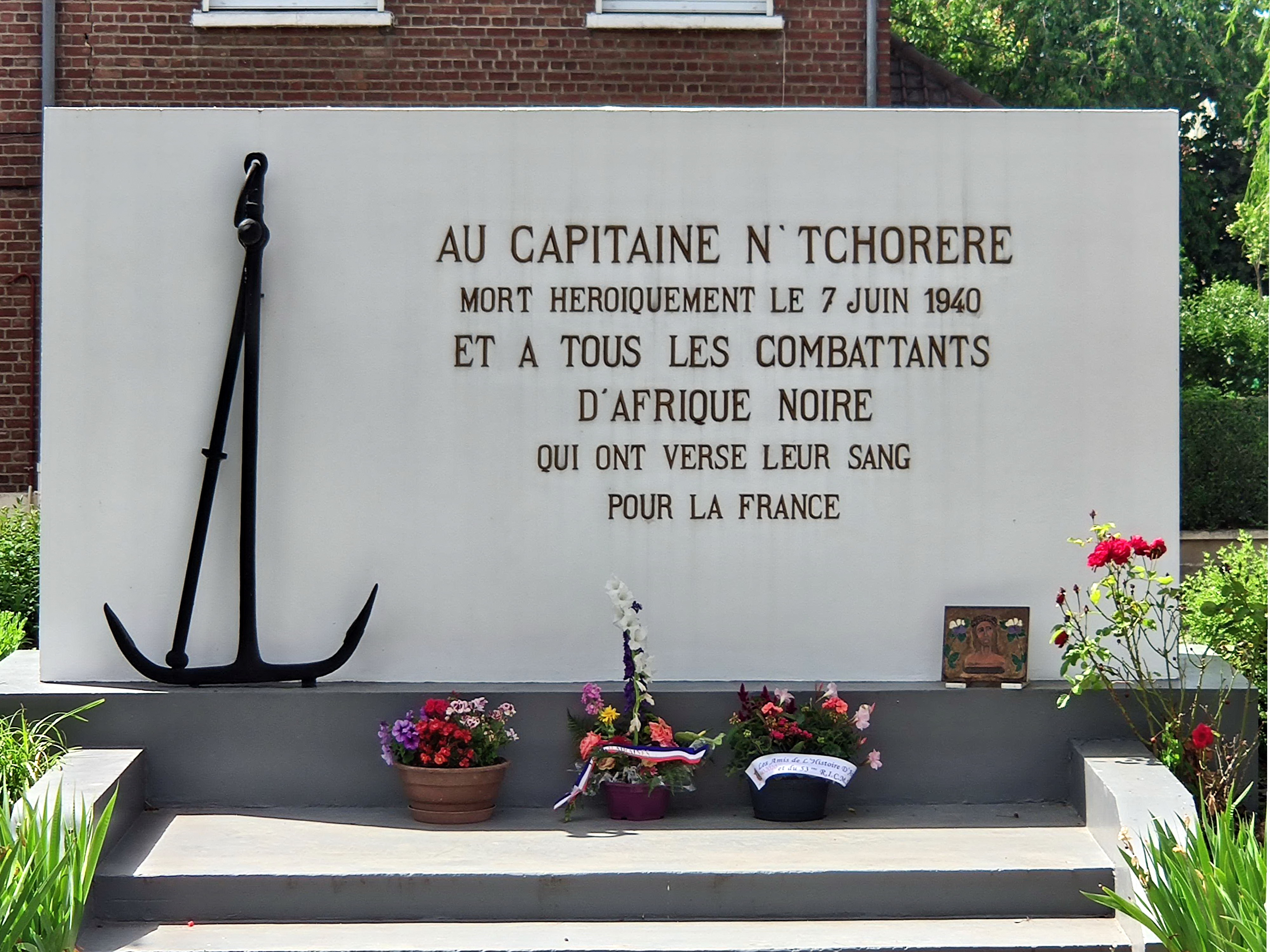
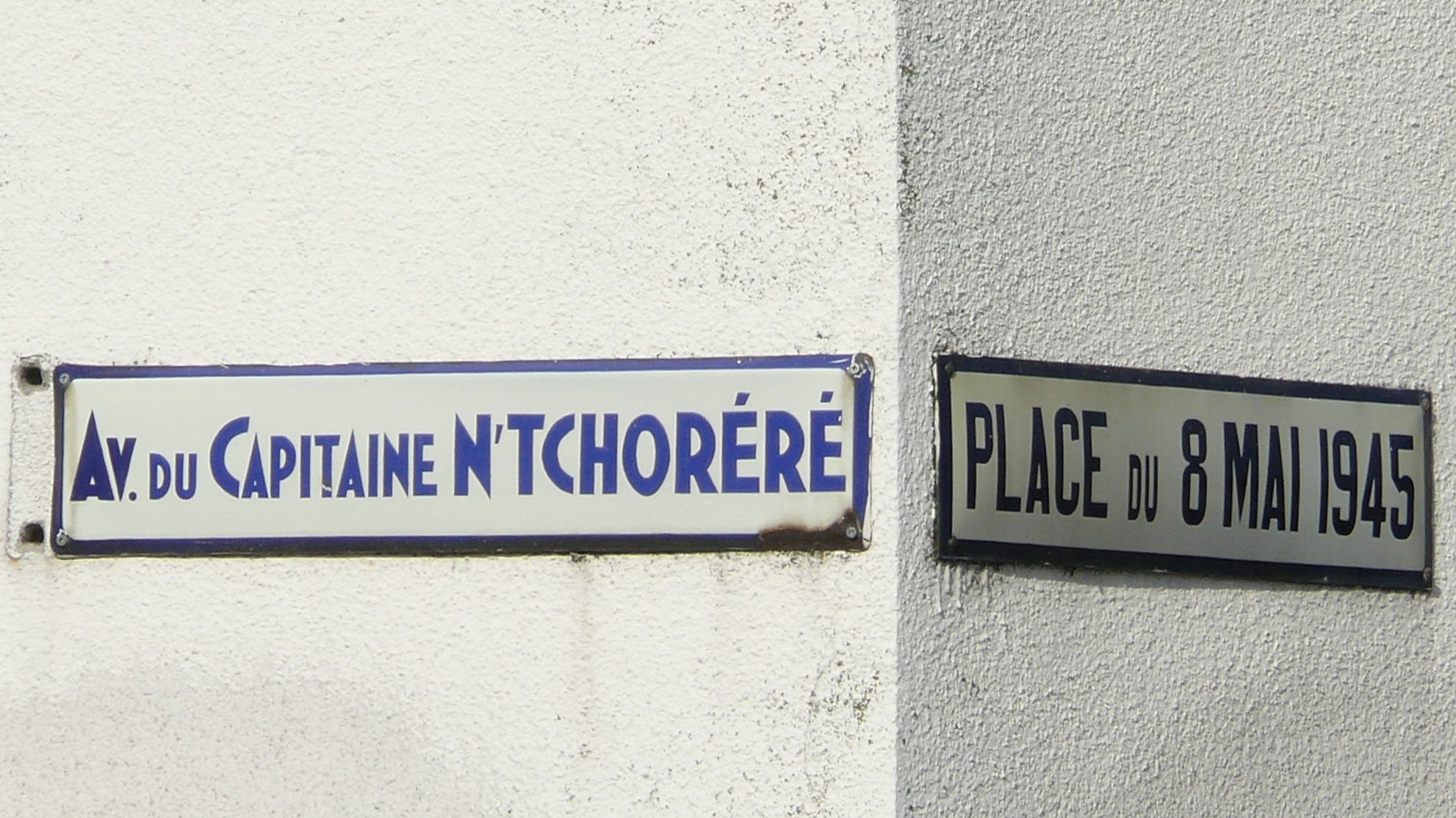

### Après la Seconde Guerre mondiale
En 1963, la 1re compagnie du 53e RIMa cantonna à Montpellier. Le régiment fut dissout en 1966.

## Hommages et distinctions

### Citations et décorations
- 28 janvier 1916, citation à l'ordre de l'armée
- 1er avril 1916 Croix de guerre 1914-1918
- 22 septembre 1917 citation à l'ordre de l'armée

### Drapeau
Il porte les inscriptions :
- CHAMPAGNE 1915
- AISNE 1917
- VERDUN 1917
- AIRAINES 1940

Il porte la
- Croix de guerre 1914-1918

### Fourragère
La couleur de la fourragère du régiment est celle de la Croix de guerre 1914-1918 depuis le 9 octobre 1917.

## Lieux de mémoire
- Airaines :
  - Monument au 53e régiment d'infanterie coloniale
  - Monument au capitaine Tchoréré